# Steve Perryman
Stephen John „Steve“ Perryman (* 21. Dezember 1951 in Ealing, London) ist ein ehemaliger englischer Fußballspieler und Trainer. Mit insgesamt 854 Pflichtspielen wurde der englische Fußballer des Jahres 1982 zwischen 1969 und 1986 Rekordspieler von Tottenham Hotspur.

## Laufbahn als Fußballspieler
Als jüngster von drei Brüdern wuchs Steve Perryman in Northolt auf, zeigte sein Fußballtalent bereits im Schulsport und kam früh in der Londoner Schülerauswahl zum Einsatz. Im Alter von 15 Jahren schloss er sich im Juli 1967 der Jugendabteilung von Tottenham Hotspur an und wurde bereits im Januar 1969 mit dem ersten Profivertrag belohnt. Noch vor seinem 18. Geburtstag debütierte er im September desselben Jahres in der Meisterschaft gegen den FC Sunderland und galt als ehemaliger Schüler- und Jugendnationalspieler als eines der größten Talente im englischen Fußball überhaupt.
Perryman erarbeitete sich innerhalb der Mannschaft als defensiver Mittelfeldspieler mit Stärken im Zweikampfverhalten und in der Spielübersicht schnell einen guten Ruf und wurde bereits 20-jährig zum jüngsten Kapitän in der Vereinsgeschichte der letzten Jahre. Der anfänglich aufgrund seiner etwas zierlichen und kompakten Gestalt unterschätzte Neuling zeigte sich im weiteren Verlauf vielseitig einsetzbar und kam alternativ in der Defensive als „Ausputzer“ und vor allem auf der rechten Verteidigerposition zum Zug. In der englischen U-23-Nationalmannschaft wurde er mit 17 Einsätzen zum Rekordspieler und als eines der wenigen Talenten aus den eigenen Reihen fand er bei den Spurs in Trainer Bill Nicholson einen persönlichen Förderer.
Über den Gewinn des Ligapokals 1971 nach einem 2:0-Finalsieg gegen Aston Villa in Wembley kam Perryman ein Jahr später auch international in jungen Jahren zu Ehren. Er stand in beiden Endspielpartien gegen die Wolverhampton Wanderers und errang nach einem 2:1-Auswärtssieg und dem 1:1 im Rückspiel den UEFA-Pokal. Bereits 1973 holte Perryman nach einem 1:0-Finalsieg gegen Norwich City mit den Spurs seine zweite Ligapokalausgabe und auch auf europäischer Ebene war ein Jahr später der nächste UEFA-Pokal in Reichweite, bevor dieser dann mit insgesamt 4:2 Toren in den beiden Endspielpartien an Feyenoord Rotterdam ging.
In den restlichen 1970er Jahren blieb Perryman eine Konstante der Spurs, aber nennenswerte Erfolge oder gar Titelgewinne blieben aus. Erst nach der Jahrzehntenwende kam der Verein wieder zu einer Hochphase, an der Perryman in seinem „zweiten Frühling“ maßgeblichen Anteil hatte. Nach einem 3:2-Sieg in Wembley gegen Manchester City gewann Perryman den FA Cup und verteidigte den Titel nur ein Jahr später, als Glenn Hoddle nach 1:1 Toren in den ersten 90 Minuten per Elfmeter in der Verlängerung das Spiel entschied. Als Kapitän folgte Perryman seinem Vorgänger Danny Blanchflower, der für die Spurs zuletzt 1961 und 1962 ebenfalls zwei Mal in Folge den Pokal in die Höhe hatte stemmen können. Er befand sich auf dem Zenit und die lange Zeit ausgebliebene Berufung in die englische Nationalmannschaft fand aufgrund der gezeigten Leistungen als rechter Verteidiger ebenso ihr Ende. Für die anstehende WM 1982 in Spanien befand er sich im vorläufigen Kader und kam als Einwechselspieler gegen Island in Reykjavík zu seinem ersten Länderspiel, aber obwohl ihn die einheimischen Journalisten später noch zu Englands Fußballer des Jahres machten, blieb die Nominierung für das Weltmeisterschaftsturnier selbst aus. Weitere Auswahlspiele blieben fortan aus und so blieb der Kurzeinsatz gegen Island Perrymans einziger Auftritt in der englischen A-Nationalmannschaft.
Die Spurs führte er zu weiteren Erfolgen und nach der Finalniederlage 1982 im Ligapokal gegen den FC Liverpool (1:3 nach Verlängerung) stand Perryman zwei Jahre später mit seinem Team im UEFA-Pokal-Endspiel gegen den RSC Anderlecht. Nach dem Hinspiel, das in Brüssel 1:1 endete, fehlte Perryman in der entscheidenden zweiten Partie aufgrund einer Sperre – es endete mit demselben Ergebnis und die Spurs gewannen letztlich im Elfmeterschießen. Bis zum Ende der Saison 1985/86 blieb Perryman, der 1984 als Member des Order of the British Empire (MBE) ausgezeichnet wurde, den Spurs treu, bevor er nach einem kurzen Aufenthalt bei Oxford United zur Jahreswende 1985/86 als Spielertrainer beim Drittligisten FC Brentford anheuerte. Mit seinem letzten Auftritt in der Spielzeit 1989/90 wurde er zu einem der wenigen englischen Profispieler, deren Karriere zwei vollständige Jahrzehnte überspannte.

## Trainerkarriere
Nach einer kurzen Anfangsphase als Kotrainer stieg Perryman nach wenigen Monaten in die Cheftrainerposition auf und baute vor allem beim FC Brentford ein Jugendprogramm auf, dem er in Bezug auf Nachhaltigkeit Priorität vor dem kurzfristigen Erfolg gab. Der größte Erfolg war 1989 der Einzug in das FA-Cup-Viertelfinale, in dem er dann an der Anfield Road gegen den FC Liverpool verlor. Als Beweis der verbesserten Jugendarbeit zogen die Nachwuchsleute des FC Brentford ins Halbfinale des FA Youth Cups ein und als Perryman nach Ablauf der Spielzeit 1989/90 von seinem Amt zurücktrat, hatte dieser den Eindruck, für den Verein all das ihm Mögliche gegeben zu haben.
Der nächste Karriereschritt für Perryman folgte bereits im Dezember 1990, als er den Zweitliga-Tabellenletzten FC Watford übernahm. Die zunächst aussichtslos erschienene Aufgabe des Klassenerhalts erhielt auf Anhieb Auftrieb, als Perrymans neue Mannschaft in den ersten acht Spielen ohne Niederlage blieb und mit sieben Siegen in den letzten zehn Partien dem Abstieg entging. Perryman baute den Kader anschließend weitgehend um und die neu zusammengestellte Mannschaft belegte am Ende der Saison 1991/92 einen gesicherten zehnten Tabellenplatz. Obwohl sich an der Liga-Mittelmäßigkeit auch in der anschließenden Spielzeit 1992/93 wenig änderte, gelangen dem FC Watford unter Perryman in Pokalspielen Überraschungssiege, wie beispielsweise gegen den Erstliga-Spitzenreiter Newcastle United. Am Ende der Saison trat Perryman als Trainer des FC Watford zurück, um an der Seite von Osvaldo Ardiles Kotrainer bei seinem langjährigen Klub Tottenham Hotspur zu werden.
Sein alter Klub befand sich in großen Turbulenzen, die vor allem durch Streitigkeiten zwischen Ex-Trainer Terry Venables und dem Vereinsvorsitzenden Alan Sugar geprägt wurden. Verletzungsprobleme ließen den Klub am Ende der Saison 1993/94 nur auf einem Platz in den unteren Tabellenhälfte rangieren, aber die anschließende Spielzeit schien aufgrund der hochkarätigen Verpflichtungen von Jürgen Klinsmann und Ilie Dumitrescu vielversprechend. Ardiles und Perryman begründeten einen offensiven Spielstil, der aber nach einem guten Saisonstart immer öfter nicht mit Punkten belohnt wurde. Bereits zur Saisonmitte musste Ardiles deshalb gehen und auch Perryman wurde nach einem Spiel als Cheftrainer gegen die Blackburn Rovers entlassen, der somit einen enttäuschenden Abgang nach langjähriger Vereinstreue erhielt.
Nach einem kurzen Ausflug nach Norwegen, wo Perryman kurzfristig Start Kristiansand betreute, folgte er 1996 seinem ehemaligen Chef Ardiles nach Japan zu Shimizu S-Pulse. Gemeinsam gewann das neue Trainergespann mit dem japanischen Ligapokal im selben Jahr die erste Trophäe in der Vereinsgeschichte und als Ardiles den Verein 1999 in Richtung Croatia Zagreb verließ, wurde Perryman der neue „starke Mann“ in Shimizu. Sofort gewann die Mannschaft unter Perryman die Rückrunde der in zwei Phasen eingeteilten Saison und zog damit ins Meisterschaftsfinale gegen den Lokalrivalen Júbilo Iwata ein, das unglücklich nach zwei Spielen im Elfmeterschießen verloren ging. Perryman wurde anschließend zum Trainer des Jahres 1999 gewählt, legte aber gleichzeitig großen Wert auf den hohen Anteil von Ardiles an der stark verbesserten Mannschaftsleistung. Auch das anschließende Jahr 2000 verlief erfolgreich, als Shimizu S-Pulse in der Hinrunde den dritten Platz belegte und zusätzlich den asiatischen Pokalsiegerwettbewerb gewann (der darauf folgende Asian Super Cup ging gegen Al-Hilal aus Saudi-Arabien verloren). Nach insgesamt fünf Jahren in Japan kehrte Perryman vorerst in seine englische Heimat zurück.
Perryman half kurzfristig dem abstiegsbedrohten Viertligisten Exeter City als Berater von Trainer Noel Blake aus und nach erfolgreicher Mission betreute er zwischen 2001 und 2002 in der japanischen J. League den Verein Kashiwa Reysol. Seit 2003 ist er wieder für Exeter City aktiv und bekleidet dort das Amt des Sportdirektors.

## Erfolge

### Als Spieler
- UEFA-Pokal-Sieger: 1972, 1984
- FA-Cup-Sieger: 1981, 1982
- Englischer Ligapokalsieger: 1971, 1973
- Englands Fußballer des Jahres: 1982 (Journalisten-Wahl)

### Als Trainer
- Asiatischer Pokalsieger der Pokalsieger: 2000
- Trainer des Jahres in der J.League: 1999